# Iglenik (Novo Mesto, Slovenija)
Iglenik je naselje u slovenskoj Općini Novom Mestu. Iglenik se nalazi u pokrajini Dolenjskoj i statističkoj regiji Jugoistočnoj Sloveniji. 

## Stanovništvo
Prema popisu stanovništva iz 2002. godine naselje je imalo 31 stanovnika.